# Генрих, Адам Людвигович
Адам Людвигович Генрих (пол. Adam Henrych; 18 [30] ноября 1869, Варта, Лодзинское воеводство — 3 ноября 1944, Гродзиск-Мазовецкий, Мазовецкое воеводство) — российский и польский архитектор. Городской архитектор Евпатории (1894—1919).

## Биография
Родился 18 (30) ноября 1869 года в городе Варта. Его отец, Людвик Генрих, родился в 1820 году, имел учёную степень доктора философии, являлся писарем у мирового судьи (скончался в 1879 году в Туреке). Мать — Фелиция Эмилия (в девичестве Тыменецкая), родилась в 1844 году, происходила из польского дворянского рода Заремба, скончалась в 1882 году в Калише.
Адам учился в гимназии в Калише. После этого поступил в Лодзинское высшее ремесленное училище, где окончил полный шестилетний курс. 29 июля 1889 года Генрих подал прошение на допуск к экзаменам в Институте гражданских инженеров в Санкт-Петербурге, которые он успешно сдал. В течение лета 1893 года проходил практику у городского архитектора Феодосии гражданского инженера В. А. Сроки в должности гражданского инженера. Окончив институт в 1894 году, получил звание гражданского инженера с правом ношения «Высочайше установленного знака» на форменном мундире на правой стороне груди. Из 35 выпускников 1894 года он был 9-м по старшинству полученных на выпускном экзамене баллов и единственным, кто снискал от Совета института особую награду за архитектурные проекты — серебряную медаль.
1 июня 1894 года он направил прошение о принятии его на государственную службу без содержания с прикомандированием к Техническо-строительному комитету министерства внутренних дел, которое было удовлетворено спустя три дня. По рекомендации директора ИГИ профессора Д. Д. Соколова был направлен в Евпаторийскую городскую управу на должность городского архитектора Евпатории. К обязанностям приступил в 1894 году.  Его первой работой стало проектирование Нового бульвара (от современной набережной Терешковой — до пансионата «Орбита»).
В 1897 году ему был присвоен чин титулярного советника, позднее — коллежского асессора. Генриха неоднократно избирали гласным Евпаторийской городской думы. Он являлся членом строительной, курортной, автомобильной и плановой комиссий. Входил в состав попечительского совета женской гимназии. Был членом правления филиала благотворительного Императорского Человеколюбивого общества и являлся председателем Польского благотворительного общества в Евпатории.
5 октября 1901 года по собственному прошению был назначен на должность Калишского уездного архитектора и инженера Калишской губернии в Польше. Спустя полгода, 19 марта 1902 года, по семейным обстоятельствам уволился и вернулся в Евпаторию.
К 1919 году Генрих, проработав 25 лет как городской архитектор Евпатории, ушёл со службы. На фоне разворачивающейся на территории Крыма гражданской войной Генрих переезжает в Польшу, где в 1919 году вступает вольнонаёмным армию в должности инженера. В Польше также продолжал заниматься проектированием зданий. В 1924 году становится кадровым офицером в чине подполковника. В 1925 году выходит на пенсию в звании полковника. Являлся членом Союза польских техников в Варшаве, с 1929 года — член ревизионной комиссии.
Скончался 3 ноября 1944 году в Гродзиск-Мазовецком, где похоронен на территории костёла.

## Архитектура
Генрих спроектировал в Евпатории ряд зданий гостиниц, банков, гимназии, синематографа, дач, доходных домов, административных и культовых объектов в стиле модерн. В частности, с 1894 по 1919 год он спроектировал следующие здания:
- Первый дом М. И. Ходжаша, 1895—1897 (пл. Моряков, 2)  Объект культурного наследия народов РФ регионального значения. Рег. № 911710939710005 (ЕГРОКН)
- Жилой дом врача В. А. Туршу, ныне здание управления культуры и межнациональных отношений администрации города, 1896 (ул. Революции, 63)
- Гимназия казённая мужская, 1896—1899 (ул. Бартенева, 3)  Объект культурного наследия народов РФ регионального значения. Рег. № 911710938300005 (ЕГРОКН)
- Жилой дом, сейчас здание Евпаторийского психоневрологического диспансера, 190 (ул. Гоголя, 18)
- Дом-особняк И. Х. Ламброва, 1899 (ул. Гоголя, 17)
- Городская управа, 1900 (ул. Караева, 4)
- Гимназия казённая женская, 1902 (ул. Бартенева, 2)  Объект культурного наследия народов РФ регионального значения. Рег. № 911710938280005 (ЕГРОКН)
- Гимназическая церковь во имя просветителей Кирилла и Мефодия, 1904 (ул. Бартенева, 3)
- Пушкинская аудитория, 1904 (ул. Чернышевского, 3)
- Приморская санатория, ныне санаторий «Приморский», 1906 (ул. Дувановская, 6)  Объект культурного наследия народов РФ регионального значения. Рег. № 911710938480005 (ЕГРОКН)
- Второй дом М. И. Ходжаша, 190 (ул. Приморская, 2)
- Дом Н. П. Кафаджи, 1907 (ул. Дувановская, 21)
- Дом П. Л. Давыдова, сейчас административное здание отдела МВД, 1907—1908 (ул. Пушкина, 5/20)
- Синематограф «Лотос», сейчас кинотеатр «Якорь», 1908 (ул. Революции, 57)  Объект культурного наследия народов РФ регионального значения. Рег. № 911710939840005 (ЕГРОКН)
- Дом Ф. Х. Овчинникова, ныне здание администрации города Евпатории, 1908, пр. Ленина, 2)  Объект культурного наследия народов РФ регионального значения. Рег. № 911710939160005 (ЕГРОКН)
- Гостиница «Орион», 1908 (ул. Матвеева, 2)  Объект культурного наследия народов РФ регионального значения. Рег. № 911710939190005 (ЕГРОКН)
- Дом А. Л. Генриха, 1908—1910, (ул. Кирова, 9)  Объект культурного наследия народов РФ регионального значения. Рег. № 911710939140005 (ЕГРОКН)
- Евпаторийский городской театр — в соавторстве с архитектором П. Я. Сеферовым, 1910 (пл. Театральная, 1)
- Дом Е. К. Нахшунова, 1910 (ул. Караева, 1)
- Городская богадельня им. Э. И. Дувана, 1911 (пр. Ленина, 32)
- Храм Святого Илии, 1911—1918 (ул. Братьев Буслаевых, 5)  Объект культурного наследия народов РФ регионального значения. Рег. № 911710938320005 (ЕГРОКН)
- Дом Ю. М. Гелеловича, ныне здание музея, 1910—1912 (ул. Дувановская, 11/2)  Объект культурного наследия народов РФ регионального значения. Рег. № 911710938490005 (ЕГРОКН)
- Синагога Егия-Капай, 1911 (ул. Просмушкиных, 34)  Объект культурного наследия народов РФ регионального значения. Рег. № 911710939740005 (ЕГРОКН)
- Купеческая синагога (перестройка), 1911 (ул. Караимская, 29)
- Жилой дом, ныне административное здание Детского клинического санатория МО РФ, 1912 (ул. Дувановская, 21)
- Дом Е. К. Нахшунова, 1912 (ул. Дувановская, 19)  Объект культурного наследия народов РФ регионального значения. Рег. № 911710938520005 (ЕГРОКН)
- Жилой дом или «Дом с оленем», 1912, (ул. Бр. Буслаевых, 30/2)
- Гостиница «Бо-Риваж», 1915—1916 (ул. Революции, 43)

- Городская управа
- Женская казенная гимназия
- Гимназическая церковь во имя просветителей Кирилла и Мефодия
- Пушкинская аудитория
- Приморская санатория
- Второй дом Ходжаша
- Дом Давыдова
- Синематограф «Лотос»
- Дом Овчинникова
- Дом Генриха
- Евпаторийский городской театр
- Дом Нахшунова
- Храм Святого Илии
- Синагога Егия-Капай

## Семья
Женился 3 октября 1895 года на уроженке Варшавы Ванде Николаевне Карской. Дочь — Янина Генрих (1898–1921) Сын — Юлиан Генрих (1896–1980), гражданский инженер

## Память
- В 2019 году к 150-летию со дня рождения Адама Генриха в Крыму прошли художественные выставки[10][11].
- Мемориальная доска на здании городского театра, упоминаются также С.Э. Дуван и П.Я. Сеферов.
- Мемориальная доска в здании Свято-Ильинского храма с портретом Генриха и текстом «Храм пророка Илии построен в 1911—1918 гг. городским архитектором А. Л. Генрихом» (открыта 30 ноября 2019 года)[12].
- Издание В.Н. Струниной «Адам Людвигович Генрих: взгляд на Евпаторию» (серия «Сыны России»), вышедшее в издательстве ГАУ РК «Медиацентр им. И. Гаспринского» Государственного комитета по делам межнациональных отношений Республики Крым, получило Гран-при Крымского республиканского конкурса национальной книги «Этнокнига-2024» и заняло I место в номинации «Уникальный Крым» II Республиканского конкурса «Книжный Крым», проходящего под эгидой Министерства внутренней политики, информации и связи Республики Крым.